# Dessert

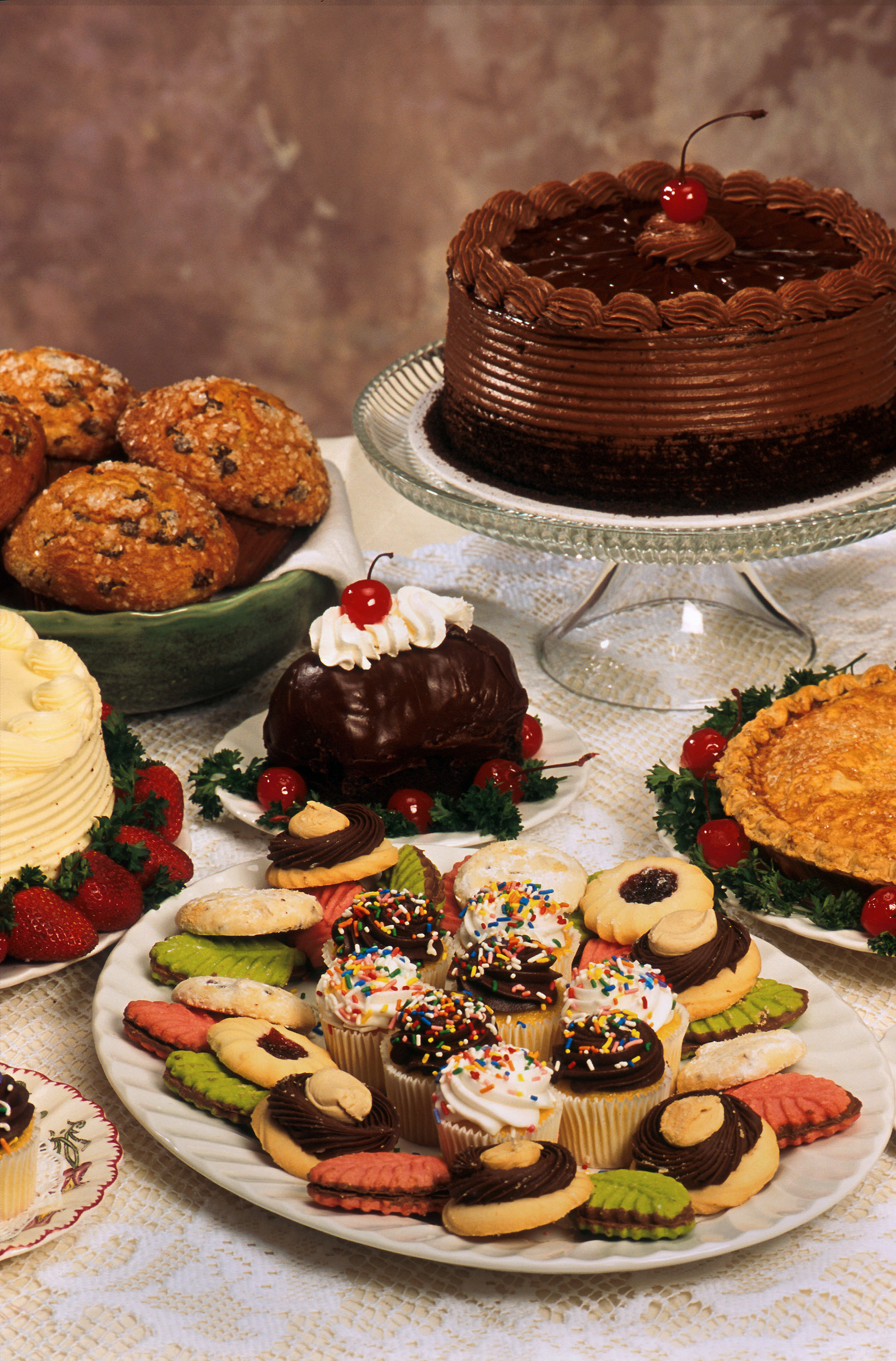
Alcuni dessert

Il dessert è una portata che viene normalmente servita alla fine del pasto. La parola, infatti, deriva dal verbo francese desservir (il/elle dessert) che significa «sparecchiare».
Sebbene l'usanza di mangiare frutta fresca o secca a fine pasto sia molto antica, il dessert entra a tutti gli effetti a far parte del pasto occidentale in tempi relativamente recenti.
Prima del XIX secolo, che ha portato l'ascesa della classe media e la meccanizzazione nell'industria dello zucchero, i dolci erano un privilegio dell'aristocrazia o un raro diversivo riservato alle feste.
Quando lo zucchero diventa più economico e maggiormente disponibile cresce parallelamente lo sviluppo e la popolarità del dessert.
In molte culture non è prevista una portata dolce finale, ma una miscela di piatti dolci e saporiti lungo tutto il pasto, come nella cucina cinese, oppure si riserva la preparazione di svariati ed elaborati dessert alle occasioni speciali.